# Autoreducción
Autoreducción (del término Francés autoréduction) es un práctica colectiva ralizada por un grupo de gente para imponer precios más bajos a un producto o servicio hasta hacerlo gratis. Un grupo de consumidores toma las riendas para reducir el precio de algún bien o servicio, y actúa de manera colectiva. Esto puede incluir robar almacenes de manera colectiva, evitar pagar por servicios de transporte o por boletos para el cine, o faltar al trabajo. El servicio o producto objetivo es considerado por los activistas como esencial, necesario para la vida y su desarrollo, y que debe ser accesible de manera igualitaria para todas las personas. Los críticos de la autoreducción no distinguen entre esta práctica y actos criminales o robos. La acción incluye varias formas de no pagar por bienes o servicios. Puede resultar del rechazo a pagar incrementos en la renta o utilidades como la electricidad, el gas o el agua. Puede hacerse con el fin de redistribuir los recursos a aquellos que lo necesitan.

## Ejemplos históricos
En Italia, las protestas contra la renta son numerosas y afectaron a muchas grandes ciudades (Roma, Milán, y Turin) a mediados de 1970. Esta reapropiación de las prácticas proletarias fue sistematizada por el movimiento autónomo y hablaba de un comunismo inmediato. En Francia, este fue el caso de las protestas contra la renta en Sonacotra en 1975.
El movimiento autónomo de 1977 envolvía actividades de autoreducción, y resultó en la creación de varios espacios en donde los principios anticapitalistas son populares, junto a temas relacionados en el punk y la música hardcore.
Después de un periodo de calma en las prácticas autoreduccionistas, hubo un interés renovado en el inicio del 2008. La crisis social causada por el mercado especulativo, se volvió un ambiente favorable para su renacimiento. A finales de 2008 muchas acciones autoreduccionistas fueron organizadas por grupos políticos compuestos por trabajadores precarizados, desempleados, trabajadores temporales y estudiantes; incluidas ciudades como París, Rennes y Grenoble.

## Aplicado a supermercados
La autoreducción también puede ser aplicada a la comida en los supermercados. Esta acción envuelve tomar la comida y rehusarse a pagar. Después de bloquear las líneas de los cajeros, se inicia un diálogo con la administración. El momento en que los cajeros son cerrados representa una pérdida para la compañía, debido a que algunos compradores deciden abandonar sus compras debido a la situación. Si la administración accede a las demandas de los militantes de llevarse los bienes, no es legalmente robo, sino extorsión. Los productos expropiados son entonces redistribuidos de manera colectiva para mostrar de manera militante y desinteresada la naturaleza de los actos.

## Transporte público
La autoreducción en el transporte público envuelve viajar en grandes números a través del transporte colectivo sin pagar, usualmente repartiendo folletos a otros pasajeros, con el objetivo de hacer el transporte público libre. Este acercamiento tiene también una dimensión favorable para el medio ambiente, ya que hacer el transporte público gratuito, motivaría a las personas a usarlo, y reducir el uso de vehículos privados y por consiguiente reducir la polución. Este tipo de acciones ha sido usado por movimientos ambientalistas como las Campañas para la acción climática.
El 14 de octubre de 2019 se organizaron estudiantes secundarios y universitarios para evadir masivamente el pasaje del metro de Santiago. El motivo, una protesta al aumento del valor del pasaje de 30 pesos chilenos. En una semana esta protestas escalaron lo que llevó a la destrucción del metro y la suspensión del servicio. Estos acontecimientos llevaron a lo que posteriormente sería el estallido social en Chile, mostrando el valor de la autoreducción como una herramienta importante en la lucha de clases.